# Vesta
Vesta – miasto w Stanach Zjednoczonych, w stanie Minnesota, w hrabstwie Redwood.